# Filippo Vivanet
Filippo Vivanet (Cagliari, 23 aprile 1836 – Cagliari, 11 giugno 1905) è stato un architetto, archeologo e scrittore italiano.

## Biografia
Nato a Cagliari, si laureò in architettura alla Facoltà di Filosofia e Belle Arti dell'Università di Cagliari, ateneo presso il quale divenne docente di matematica; si dedicò prevalentemente a studi e ricerche di carattere storico-umanistico, interessandosi in particolare alla Sardegna in età antica e medioevale. I suoi scritti, in cui sono annoverate anche diverse poesie, spaziarono in più campi della cultura.
Svolse anche l'attività di archeologo, diventando dirigente del Museo di Cagliari e Soprintendente ai beni archeologici della Sardegna. In questo ambito, benché si fosse segnalato come il primo a sperimentare l'archeologia subacquea in laguna - nel 1891 scoprì, infatti, un importante sito proprio con quel metodo nella laguna di Santa Gilla -, non godette di buona fama negli ambienti scientifici internazionali, per via di una politica non attenta ai furti che si erano verificati negli scavi e di interpretazioni di epigrafi non sempre puntuali e filologicamente corrette, come segnalò più volte il Mommsen. A ciò si unì, peraltro, la difesa ad oltranza delle tesi e delle documentazioni prodotte da Pietro Martini in relazione alla veridicità dei codici e delle Carte di Arborea, che invece si rivelarono il frutto di una nota falsificazione.
Fu consigliere comunale di Cagliari e vicepresidente del Consiglio provinciale dello stesso capoluogo sardo.

## Opere principali
- Gustavo Jourdan e la Sardegna, Tip. Timon, Cagliari 1861 (online)
- Pietro Martini: la sua vita e le sue opere, Tip. Timon, Cagliari 1866 (online)
- Della scultura in Sardegna, Tip. del Corriere di Sardegna, Cagliari 1875
- Curiosita e ricerche storiche di storia subalpina, Tip. Azuni, Sassari 1876
- La Sardegna nella Divina Commedia e nei suoi commentatori, Tip. Azuni, Sassari 1879
- La colonizzazione della Sardegna, Cagliari, Tip. Commerciale, Cagliari 1893
- Guida sommaria del R. museo di antichita di Cagliari, Tip. Commerciale, Cagliari 1899
- La Sardegna negli archivi e nelle biblioteche della Spagna: memoria postuma, Fratelli Bocca, Torino 1906